# Барачка
Барачка (Baračka) — водосховище на річці Теплічка; місце розташування — округ Тренчин.
Площа водної поверхні 0,08 км2. Збудоване в 1964—1969 роках. Розташоване біля села Омшеньє.